# Federico Moja Bolívar
Federico Moja Bolívar (Santander, 1842-Málaga, 1897) fue un escritor y periodista español.

## Biografía
Nacido en Santander en 1842, comenzó su carrera periodística muy joven, en la Abeja Montañesa de su ciudad natal. En 1866 se trasladó a Madrid, donde colaboró en publicaciones como Gil Blas, Las Novedades, La República Ibérica (1869), El Orden (1870) o Jaque Mate, entre otras. De ideología republicana y amigo del también periodista José Nakens —con quien colaboró en El Resumen, publicación de la que Moja fue director—, fue el primer secretario de la Academia Española de Roma, fundada en 1873.
De regreso a Madrid, escribió en El Solfeo, El Globo, El Pueblo Español y El Imparcial. Fue autor de obras como Alegorías (1868), la novela El club de los solteros (1872), Notas de viaje (1879), El dúo eterno (1880), La cama de matrimonio (1882), Tipos y tipejos (1885) y Algo sobre el naturalismo literario (1895).
 En 1880 marchó a Málaga a dirigir Las Noticias, ciudad en la que falleció el 26 de marzo de 1897.